# تيريل بيغز
تيريل بيغز (بالإنجليزية: Tyrell Biggs)‏ مواليد 22 ديسمبر 1960 في فيلادلفيا، هو ملاكم أمريكي يصنف ضمن فئة الوزن الثقيل. شارك في دورة الألعاب الأولمبية الصيفية.

## إحصائيات
خاض خلال مسيرته 40 نزالا، فاز في 30 ولم يتعادل وخسر في 10. فاز بالضربة القاضية في 20 نزالا.

## الميداليات
| الميدالية | المسابقة                       |
| --------- | ------------------------------ |
| ذهبية     | الألعاب الأولمبية الصيفية 1984 |
| برونزية   | دورة الألعاب الأمريكية 1983    |

## روابط خارجية
- تيريل بيغز على موقع بوكس ريك (الإنجليزية) (registration required)
- تيريل بيغز على موقع أوليمبيديا (الإنجليزية)